# لاري كين
لاري كين هو كاياكير كندي، ولد في 9 يناير 1963 في تورونتو في كندا.

## وصلات خارجية
- لاري كين على موقع أوليمبيديا (الإنجليزية)
- لاري كين على موقع قاعة كندا للمشاهير الرياضية (الإنجليزية)